# 孙立坤
孙立坤（1957年10月—），男，河南泌阳人，中华人民共和国政治人物。南开大学历史学院专门史专业毕业。研究生学历，历史学博士，教授级高级政工师。

## 生平
1976年9月参加工作，1981年12月加入中国共产党。
历任河南省泌阳县蔡庄学校教师，泌阳县赊湾乡干部，共青团泌阳县委副书记，中共泌阳县委办公室副主任、主任，中共泌阳县委常委、办公室主任、宣传部长，中共遂平县委常委、办公室主任，中共遂平县委副书记、县长、县委书记。1999年1月，任中共河南省纪律检查委员会常委。2001年4月，任中共河南省纪律检查委员会常委、秘书长。2002年7月，任河南省供销合作总社党组书记。2002年8月，任河南省供销合作总社理事会主任、党组书记。
2008年3月，任中共焦作市委副书记、焦作市人民政府代理市长。同年4月任市长。2013年4月，任中共焦作市委书记。2016年5月，不再担任中共焦作市委书记。
2013年，当选第十二届全国人民代表大会河南地区代表。一位企业家苏留芳因向孙立坤的妹妹行贿近百万，终审获刑2年半、罚金20万。2016年6月，孙立坤涉嫌严重违纪，接受组织调查。